# إريك جودون
إريك جودون هو كاتب وممثل بلجيكي، ولد في 7 فبراير 1959 في بلجيكا.

## أعمال

### أفلام
- (2008) في بروج[2]
- (2010) من باريس مع حبي[3]
- (2011) لاشيء للادلاء به[4]
- (2014) إختطاف فريدي هاينيكن
- (2014) متتالية فرنسية[5][6]
- (2017) الشاب كارل ماركس

## وصلات خارجية
- إريك جودون على موقع IMDb (الإنجليزية)
- إريك جودون على موقع قاعدة بيانات الأفلام العربية
- إريك جودون على موقع ألو سيني (الفرنسية)
- إريك جودون على موقع أول موفي (الإنجليزية)
- إريك جودون على موقع قاعدة بيانات الأفلام السويدية (السويدية)
- إريك جودون على موقع قاعدة بيانات الفيلم (الإنجليزية)
- إريك جودون على موقع كينوبويسك (الروسية)